# Björkhuggspindel
Björkhuggspindel (Haplodrassus soerenseni) är en spindelart som först beskrevs av Embrik Strand 1900.  Björkhuggspindel ingår i släktet Haplodrassus och familjen plattbuksspindlar. Arten är reproducerande i Sverige. Inga underarter finns listade.